# Hashim Amla
Hashim Mahomed Amla (* 31. März 1983 in Durban, heute KwaZulu-Natal, Südafrika) ist ein ehemaliger südafrikanischer Cricketspieler. Amla spielt im Test Cricket üblicherweise als Nummer 3-Batsman für die südafrikanische Cricket-Nationalmannschaft, während er in Limited Over-Spielen, wie One-Day Internationals (ODI), als einer der beiden Opener auftritt. Laut International Cricket Council ist er der derzeit weltbeste Batsman in ODIs.
Amla ist ein gläubiger, praktizierender Muslim. Bei seinem Test-Debüt setzte er es erfolgreich durch, Sponsor-Logos von Alkoholproduzenten wie den South African Breweries von seinem Trikot entfernen zu lassen. Seine Großeltern sind ursprünglich aus dem indischen Surat, Gujarat nach Südafrika ausgewandert. Sein älterer Bruder Ahmed ist auch professioneller Cricketspieler, allerdings nicht auf internationalem Niveau.

## Karriere
Unmittelbar nach seinem Abschluss an der Durban High School begann Amla für seine Heimatmannschaft, die KwaZulu Natal Dolphins zu spielen. Beim Unter-19 Cricket World Cup in Neuseeland führte er als Kapitän die südafrikanische Mannschaft bis ins Finale. Aufgrund beeindruckender Leistungen wurde er bereits als 21-Jähriger zum Kapitän von KwaZulu-Natal ernannt. Bereits zu Beginn seiner professionellen Karriere wurde er von Experten als möglicher zukünftiger Kapitän der Nationalmannschaft betrachtet.
Sein Debüt auf internationaler Ebene war am 28. November 2004 in einem Test-Match gegen Indien. Das machte ihn zum ersten Südafrikaner indischer Abstammung, der Südafrika in einem internationalen Cricketspiel repräsentierte.
Nach wechselhaften Leistungen auf internationaler Ebene hatte er ein erfolgreiches Jahr 2008, in welchem er insgesamt 1012 Runs erzielte, darunter mehrere Centuries. Dies setzte sich auch im Jahr 2009 fort, wobei seine Leistung bei den Test und ODI-Siegen gegen Australien hervorzuheben ist.
Bei Englands 2009–10 Tour in Südafrika, war Amla ein integraler Bestandteil der Mannschaft in allen Spielen. Beim ersten gelang ihm bereits eine entscheidende Century und auch in den folgenden Spielen dieser Tour hatte er großen Anteil am Erfolg Südafrikas.
Sein bislang wohl bestes Jahr hatte er 2010. Im Februar gelangen ihm ungeschlagene 253 Runs in einem Test-Match gegen Indien. Weitere erfolgreiche Spiele in diesem Jahr hatte er gegen die West Indies, Simbabwe und Pakistan.
Danach stieg er zur Nummer 1 in den ICC-Rankings für ODI-Batsmen auf, eine Position, die er nach wie vor innehat.
Im Juli 2012 erzielte er in einem Test-Match gegen England 311 Runs. Er wurde damit zum ersten Südafrikaner dem eine Triple-Century im Test Cricket, also ein Score von mehr als 300 Runs innerhalb eines Innings, gelungen ist.

## Dean-Jones-Kontroverse
Während eines Test-Matches zwischen Südafrika und Sri Lanka am 7. August 2006 wurde Amla von Dean Jones, der das Spiel für Ten Sports kommentierte, als Terrorist bezeichnet, nachdem dieser einen Catch gefangen hatte. Jones hatte irrtümlich angenommen, dass die Liveübertragung für eine Werbepause unterbrochen war und sagte „Der Terrorist hat noch ein Wicket bekommen“. (engl: „The terrorist gets another wicket“). Diese Aussage wurde weltweit live übertragen, woraufhin Jones vor allem von südafrikanischen Fans, Spielern und anderen Kommentatoren heftig kritisiert wurde. Dies führte in weiterer Folge dazu, dass der TV-Sender Ten Sports seinen Vertrag mit Jones kündigte. Er hat im Anschluss an diesen Vorfall Amla um Verzeihung gebeten, der seine Entschuldigung annahm.